# Hirate Masahide
Hirate Masahide (平手 政秀?; 1492 – 25 febbraio 1553) fu un samurai giapponese del periodo Sengoku servitore del clan Oda. Il suo nome originale fu Hirate Kiyohide (平手 清秀?).

## Biografia
Masahide servì inizialmente Oda Nobuhide. Era un samurai talentuoso ed esperto conoscitore delle arti Sadō e Waka. Questo lo portò a essere un diplomatico qualificato che trattava con lo shogunato Ashikaga e i deputati dell'Imperatore. Nel 1533 un noto reggente chiamato Yamashina Tokitsugu visitò la provincia di Owari, dominio del clan Oda. Trovandosi di fronte a una superba accoglienza Tokitsugu lodò l'operato di Masahide. In un'altra occasione visitò Kyoto in nome di Nobuhide per raccogliere i fondi necessari per riparare la residenza dell'Imperatore.

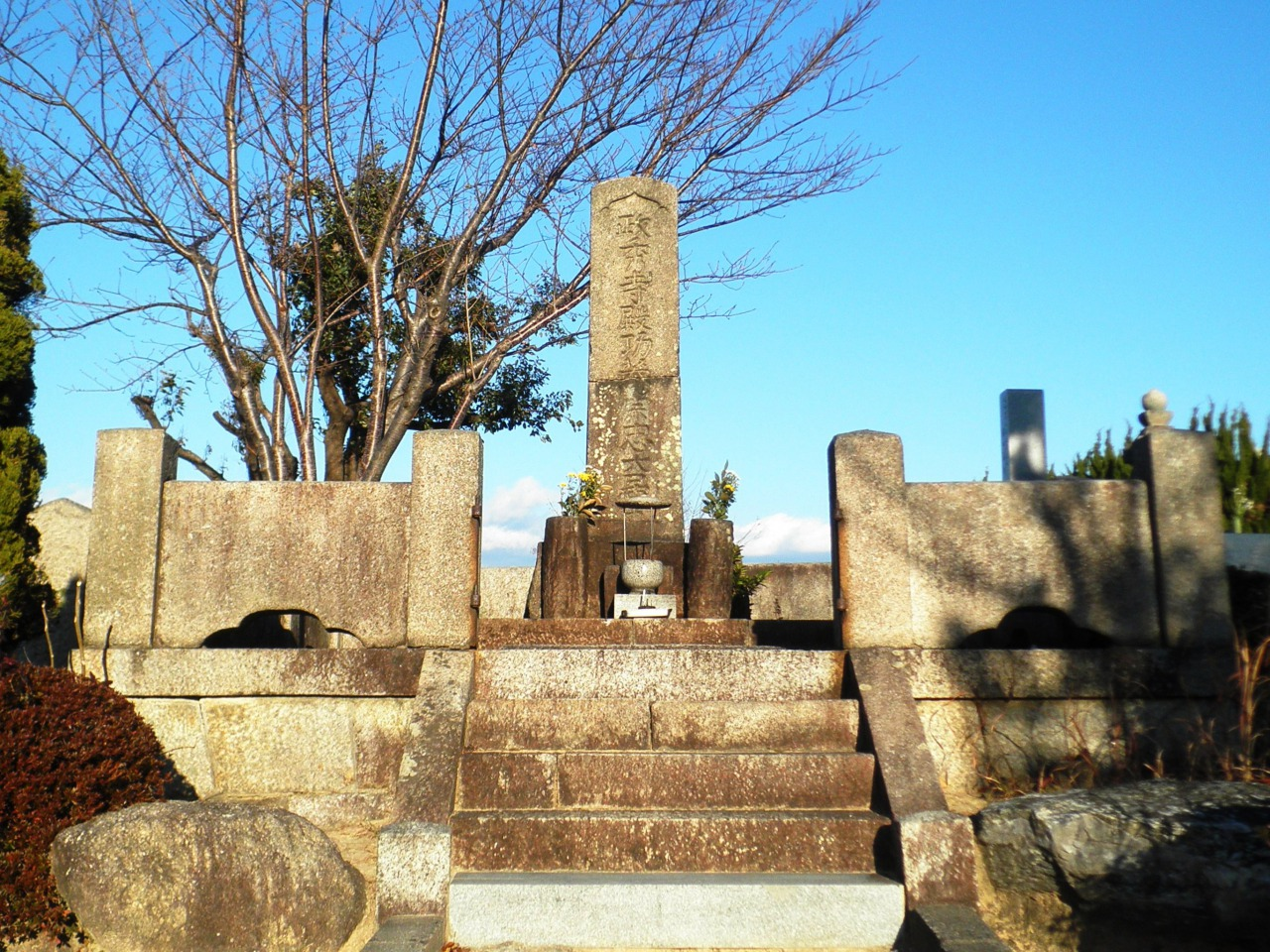
Tomba di Hirate Masahide

Quando nacque il figlio di Nobuhide, Nobunaga, nel 1534, Masahide divenne il secondo Karō (funzionari e consiglieri samurai di rango superiore) nonché il tutore dell'erede appena nato. Nel 1547 Nobunaga ebbe la sua cerimonia per il raggiungimento della maggiore età e in occasione della sua prima battaglia Masahide servì accanto a lui. L'anno successivo si adoperò per raggiungere una pace tra Nobuhide e il suo rivale Saitō Dōsan nella provincia di Mino e organizzò il matrimonio tra Nobunaga e la figlia di Dōsan, Nōhime. Questa mossa permise al clan Oda di concentrare le sue forze contro il clan Imagawa.
Masahide servì fedelmente gli Oda in molti modi, ma era anche profondamente turbato dall'eccentricità di Nobunaga. Dopo la morte di Nobuhide, il suo malcontento aumentò e così anche le sue preoccupazione sul futuro di Nobunaga. In preda alla disperazione e come monito per Nobunaga, Masahide commise seppuku nel 1553.
Il suicidio di Masahide è comunemente conosciuto come la storia di un fedele e premuroso servitore che rimprovera il suo giovane capo attraverso la propria morte. Tuttavia alcune fonti riportano storie diverse. Alcuni credono che Masahide si sentì responsabile del comportamento eccentrico di Nobunaga e si prese le proprie responsabilità attraverso la morte. Altri raccontano che un giorno Nobunaga chiese il cavallo di Masahide e questi rifiutò facendolo trovare in una situazione difficile. Altri ancora ritengono che ci furono conflitti con altri importanti servitori del clan.
Nobunaga non divenne meno eccentrico dopo la morte di Masahide, ma afflitto per la perdita costruì in suo ricordo il tempio buddista di Seishu-ji (政 秀 寺?).